# Laboratorij
Laboratorij je prostor za znanstvene poskuse, zlasti naravoslovne, tehniške. V njem izdelujejo tudi kemijske preparate in ostale nevarne snovi.